# East Hertfordshire
East Hertfordshire – dystrykt w hrabstwie Hertfordshire w Anglii.

## Miasta
- Bishop’s Stortford
- Buntingford
- Hertford
- Sawbridgeworth
- Ware

## Inne miejscowości
Spellbrook, Albury, Anstey, Ardeley, Aspenden, Aston, Bayford, Bengeo, Bengeo Rural, Benington, Braughing, Brickendon, Buckland, Chapmore End, Cherry Green, Dane End, Great Amwell, Hertford Heath, High Wych, Little Amwell, Little Hadham, Much Hadham, Puckeridge, Rush Green, Standon, Stanstead Abbotts, Stanstead St Margarets, Thundridge, Tonwell, Walkern, Watton at Stone, Westmill, Wyddial.